# Xarkawa
Xarkawa o Xerkawa és un grup marabútic del Marroc central, afiliat a la confraria dels Xadilites-jazulites. La seva zawiya principal és a Boujad prop de Tadla i va adquirir importància al segle xvii i va esdevenir un dels principals santuaris del Marroc.